# Christensonella uncata
Christensonella uncata là một loài thực vật có hoa trong họ Lan. Loài này được (Lindl.) Szlach., Mytnik, Górniak & Smiszek mô tả khoa học đầu tiên năm 2006.

## Hình ảnh

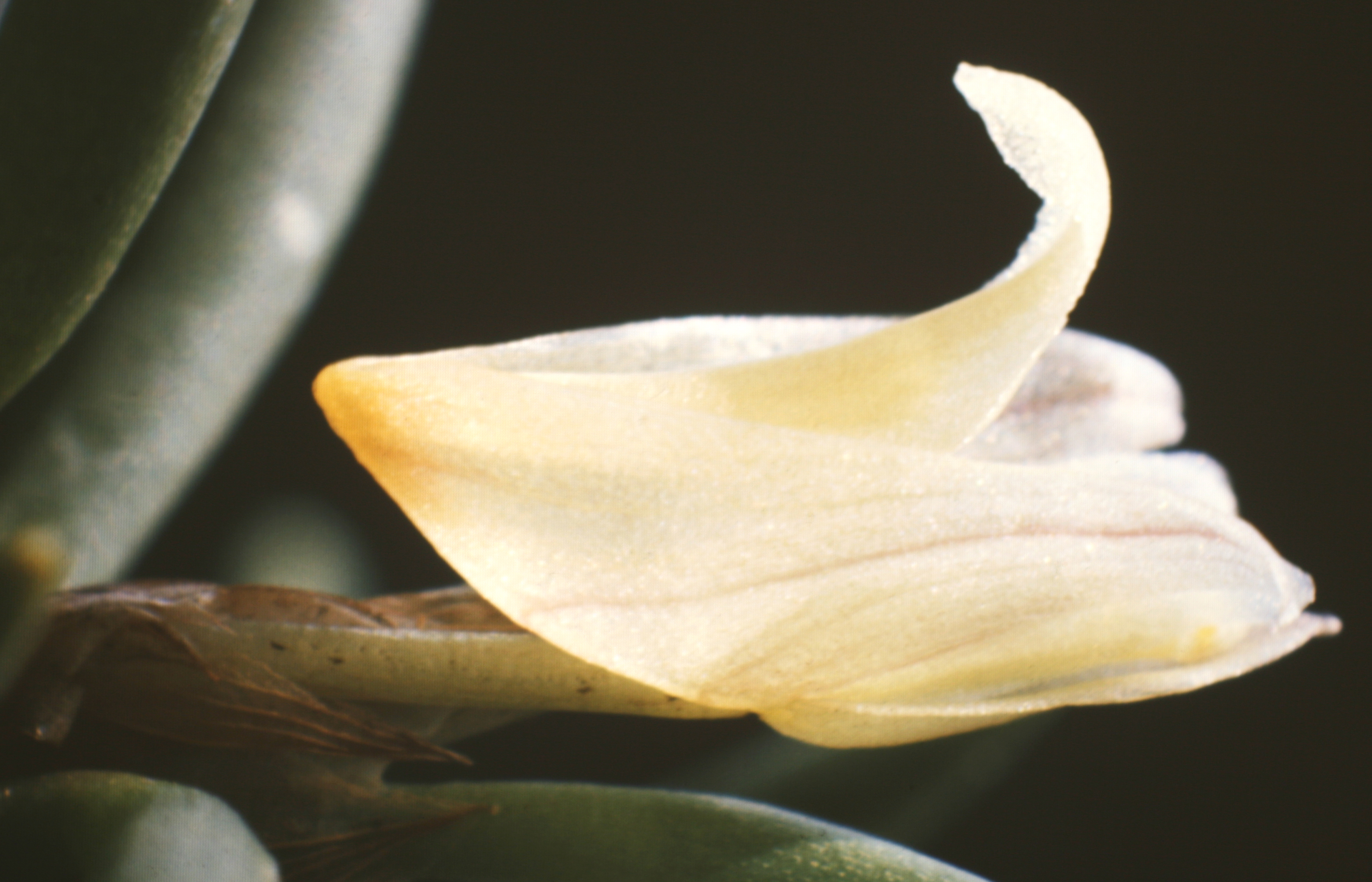
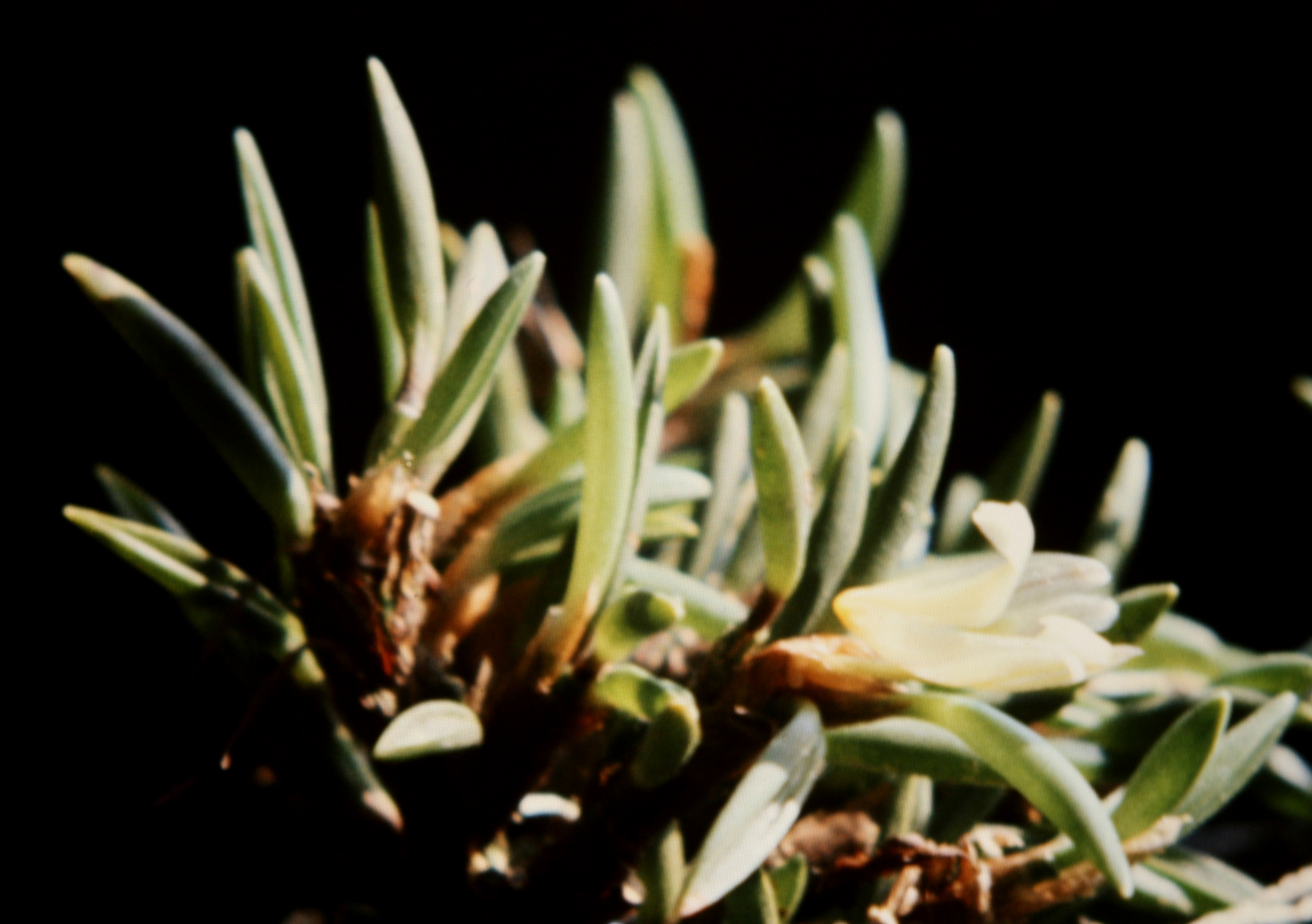
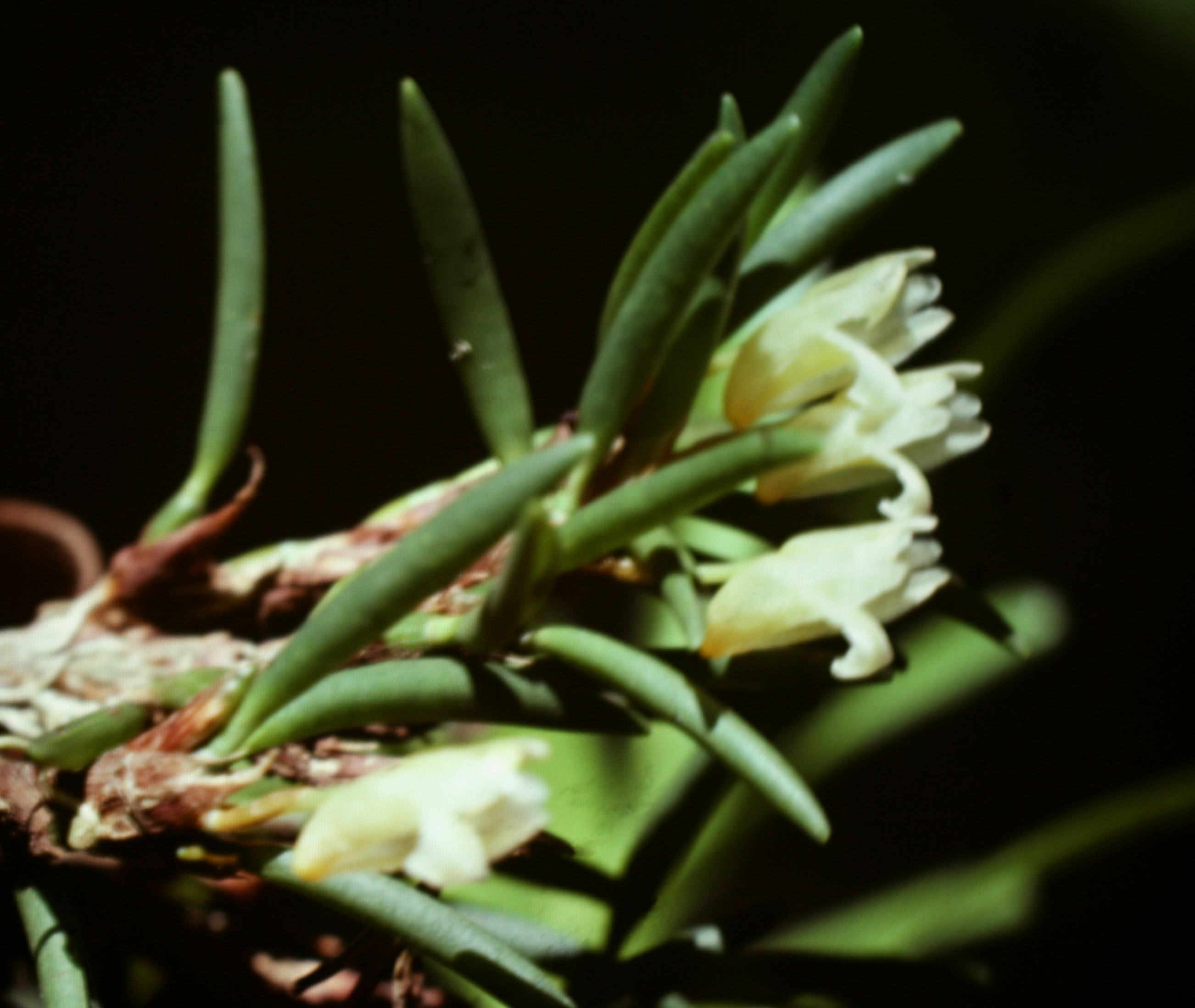

- Tập tin:Maxillaria uncata... Flora Brasiliensis 3-6-21.jpg